# Тырке-Яйла
Тырке́-яйла́, Тирке-яйла (укр. Тирке-яйла, крымскотат. Tirke yayla, Тирке яйла) — яйла, столовая возвышенность в Крыму, часть Главной гряды Крымских гор. Иногда рассматривается как возвышение более крупной и низкой Долгоруковской яйлы.

## Описание
Этимология — тирке низкий столик с крымскотатарского.
Высота 1100—1287 метров над уровнем моря. Протяжённость с запада на восток 6 км, с севера на юг 500—1500 м в разных участках. Сложена в основном, мрамороподобными известняками.
Самые высокие вершины Тырке-яйлы с запада на восток: западная оконечность Тырке — гора Замана (1067), высота 1278, гора Хапхал-Баш (1287), гора Тырке (1283), гора Долгая (1283), Стол-Гора (1240). Восточная оконечность яйлы — обрывы Нос Тырке.
Юго-восточные обрывы яйлы нависают на Хапхальским ущельем реки Улу-Узень Восточный. Перевал Курлюк-Баш-Богаз переходит в ущелье реки Курлюк-Су, которое является южными и западными склонами яйлы Тырке. На севере яйла полого переходит в более низкую Долгоруковскую яйлу. По всей длине яйлы с запада на восток проходит полевая автомобильная дорога и сеть пешеходных троп.

Хотя для всех яйл Крыма характерен карст, из вскрытых пещер на Тырке известна только неглубокая пещера (грот) Тырки-Хоба на южных обрывах плато.

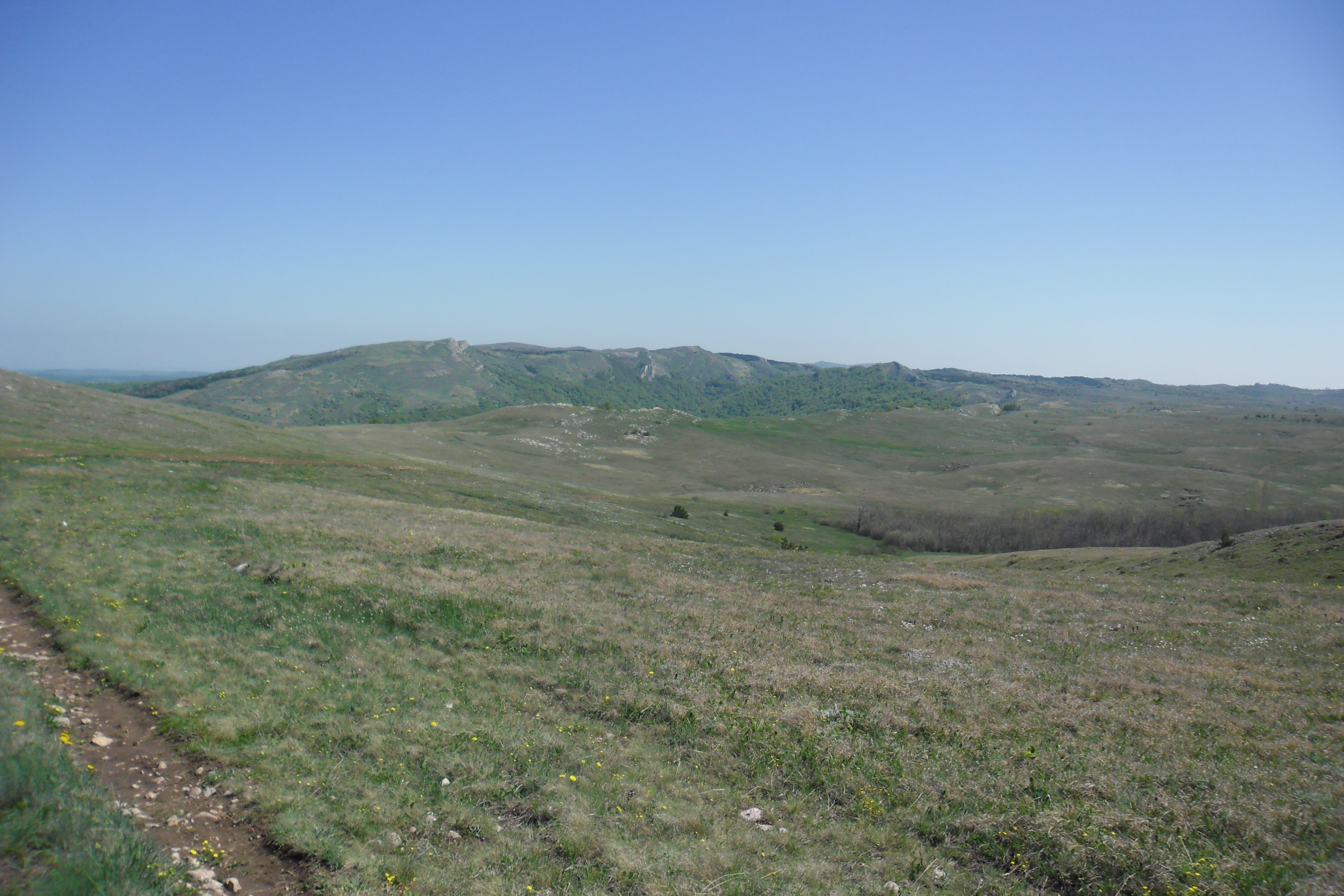
Тырке-яйла с юга, с Северного Демерджи
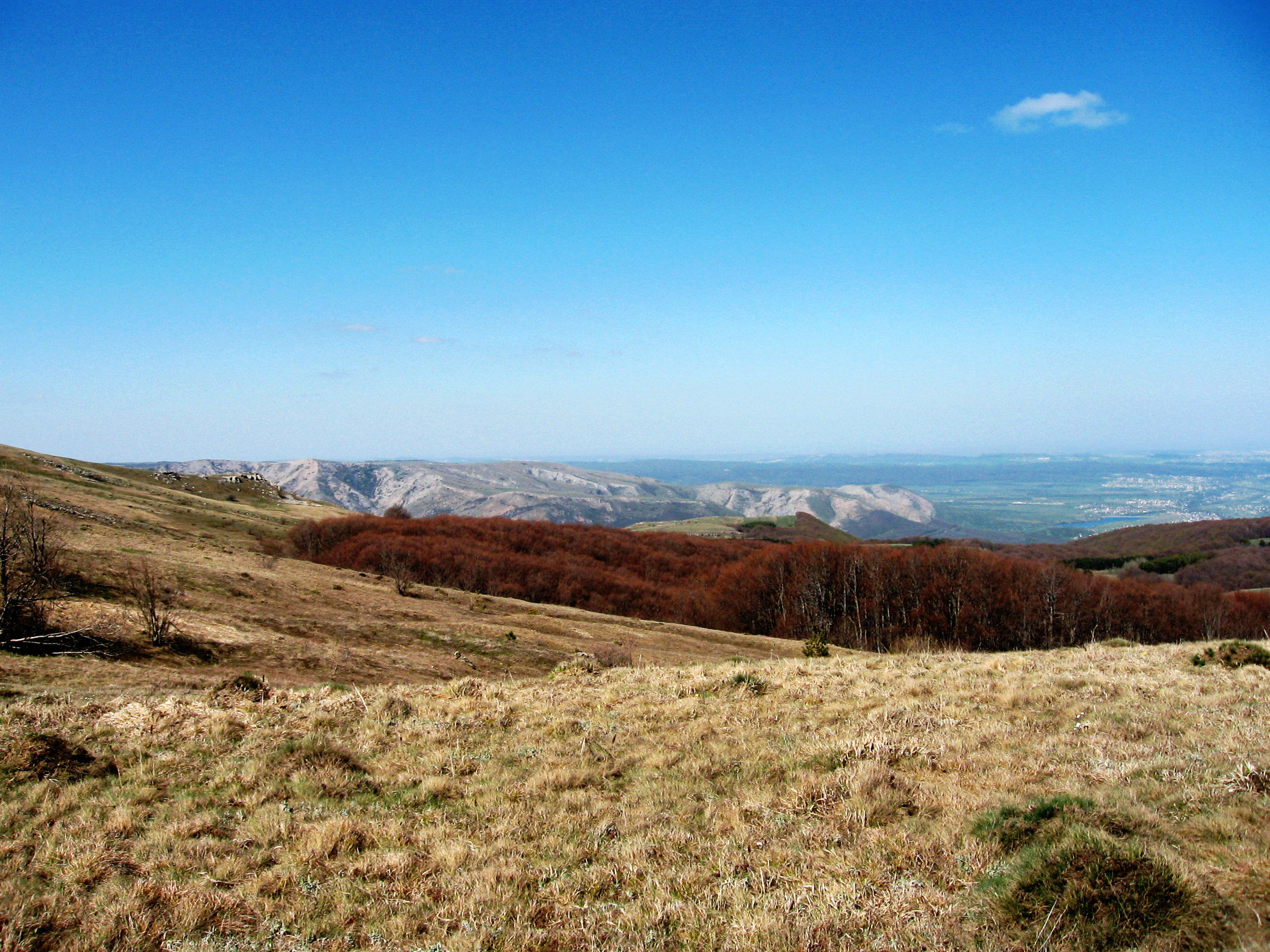
Северный склон яйлы - заказник Тырке
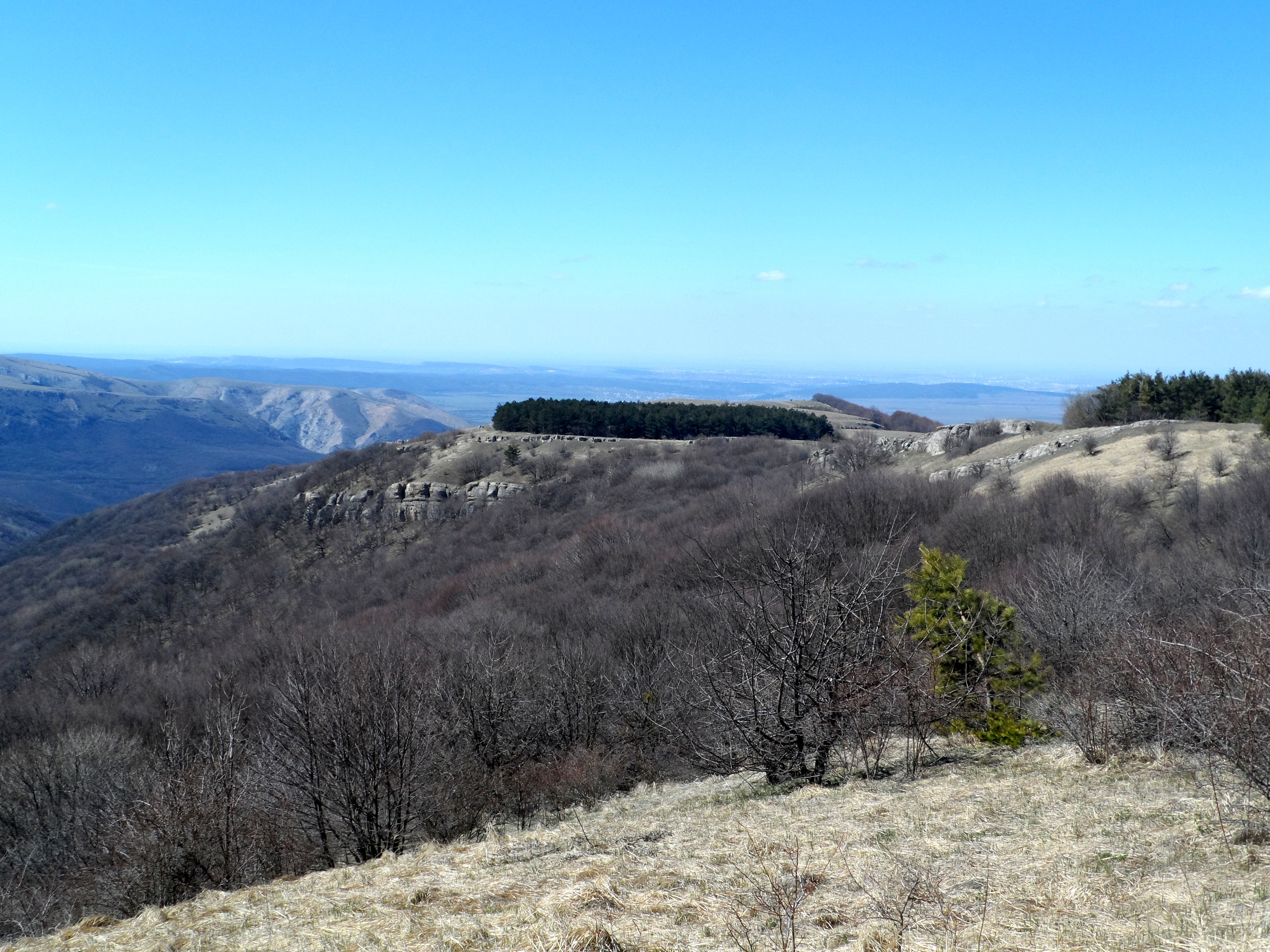
Западный край яйлы - гора Замана
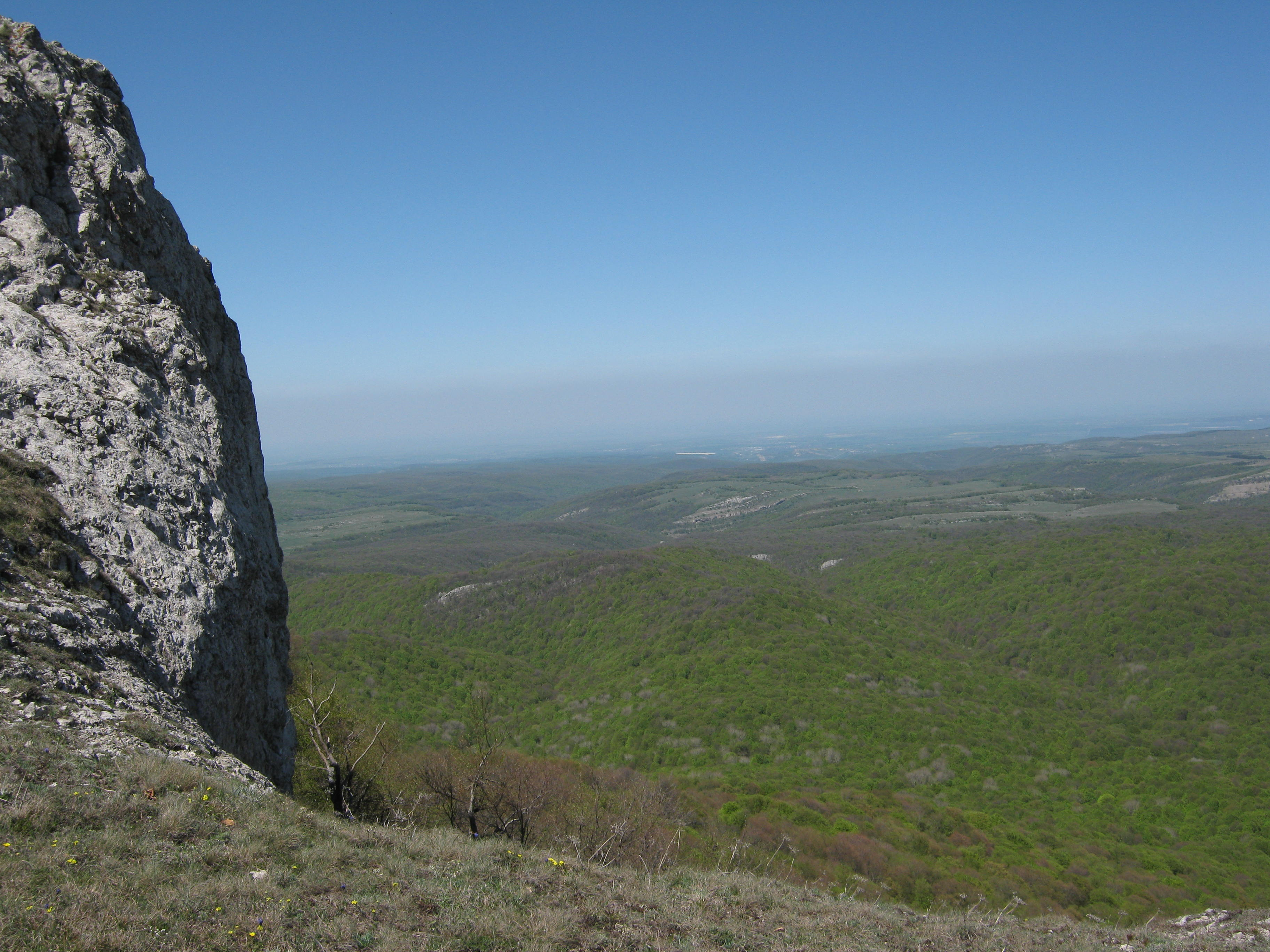
Восточный край яйлы - обрывы Носа Тырке

По яйле проходят тропы туристских маршрутов № 136 и № 143, а также участок Крымской тропы. Основные туристические стоянки из-за отсутствия на плато круглогодичных источников воды расположены на склонах яйлы.
Для охраны экосистемы северного лесистого макросклона был организован ботанический заказник местного значения, расположенный на территории Симферопольского района (Крым). Создан 11 ноября 1979 года. Площадь — 1 500 га. Землепользователь — Министерство экологии и природных ресурсов Республики Крым и государственное автономное учреждение Республики Крым «Симферопольское лесоохотничье хозяйство». Природа заказника представлена лесом (доминирование бука) с участием тиса ягодного (Taxus baccata), волчеягодника крымского (Daphne taurica).